# 八ヶ岳西麓広域農道

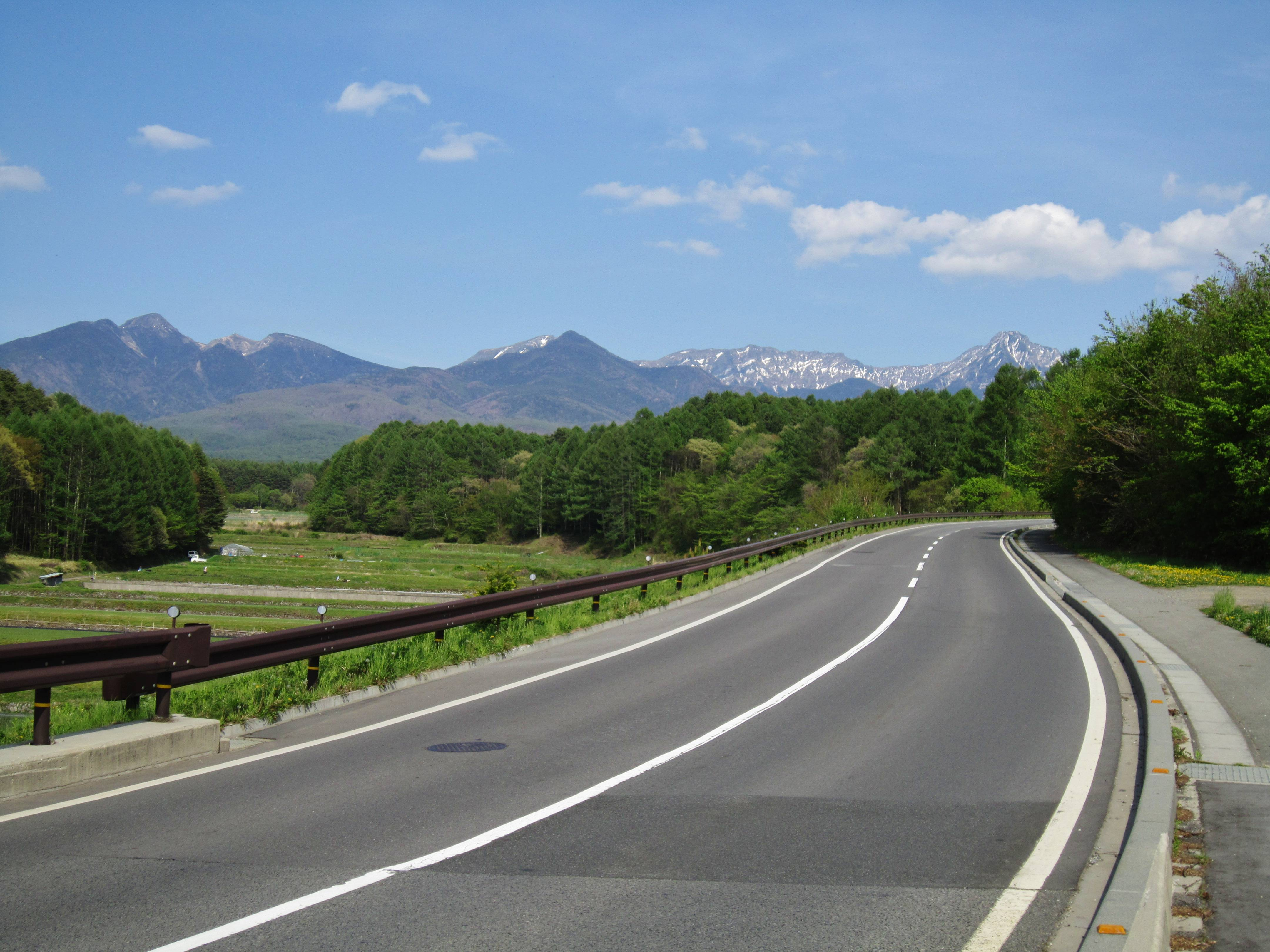
槻木大橋付近（茅野市）

八ヶ岳西麓広域農道（やつがたけせいろくこういきのうどう）は、長野県茅野市から長野県諏訪郡原村を経由し、長野県諏訪郡富士見町に至る広域農道である。この道路は、通称「八ヶ岳エコーライン」といわれる。

## 概要
広域営農団地農道整備事業 八ヶ岳西麓地区として、農作物の首都圏への輸送や農業振興を目的に、国の補助を受け長野県が建設している。農道として建設されているが富士見高原、蓼科高原、八ヶ岳ズームライン経由で中央自動車道諏訪南ICを結ぶ観光道路としての役割もある。
1995年11月に着工し、2009年12月17日全線開通。当初は2000年度完成予定だったが事業費の増加や予算の減少により遅れた。事業費は162億4700万円。当初予定の97億円が橋梁耐震設計基準の強化などで増加した。立沢大橋は当時の田中康夫長野県知事が費用対効果に疑問を呈し、工事が一時中断された。諏訪郡富士見町立沢の1.3kmの区間は、既設の長野県道・山梨県道17号茅野北杜韮崎線を利用している。
- 距離 : 16.2km

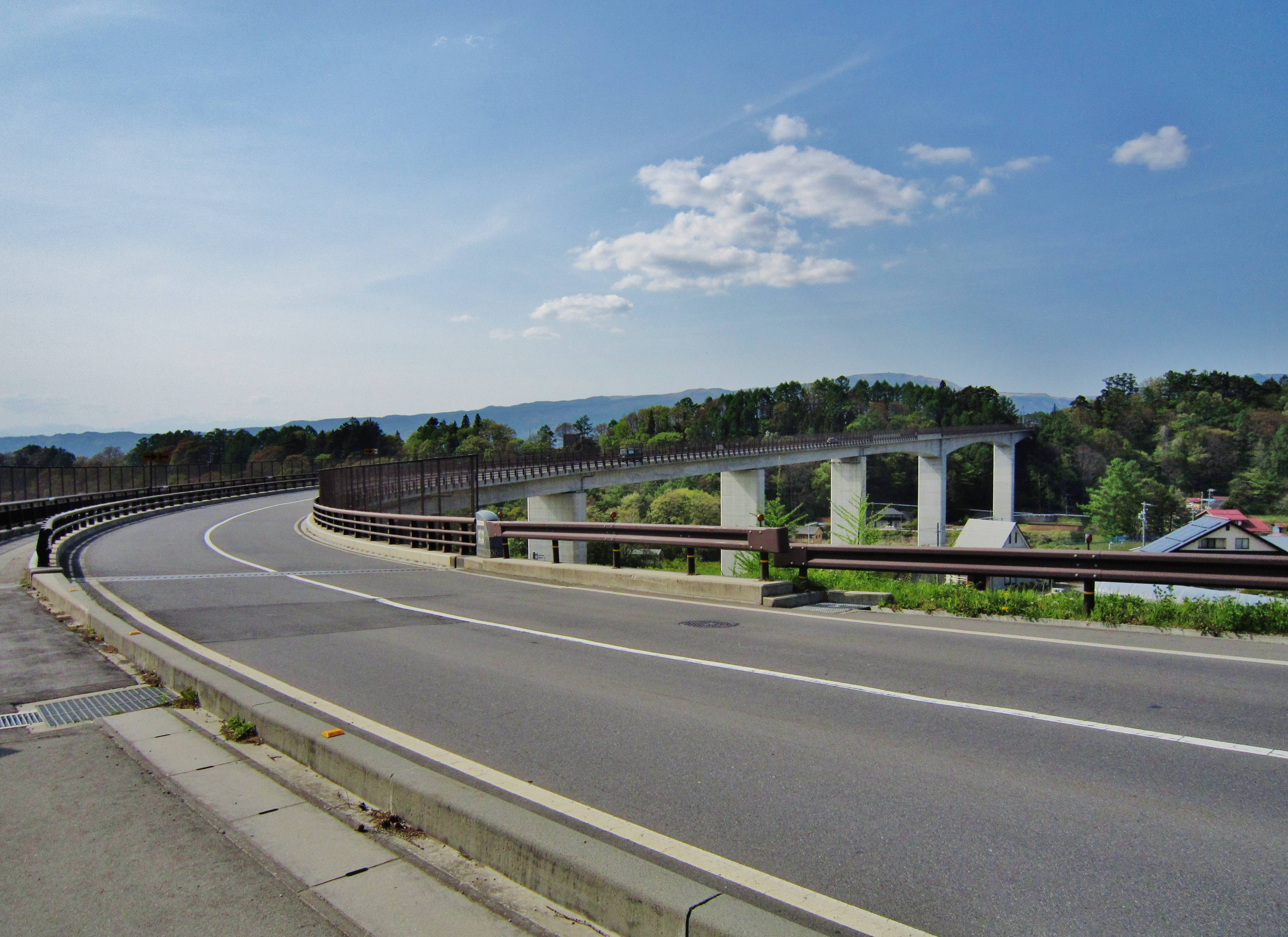
槻木大橋（茅野市）

- 起点 : 長野県茅野市北山（長野県道192号茅野停車場八子ヶ峰公園線交点）
- 終点 : 長野県諏訪郡富士見町乙事（富士見町道乙事広原線交点）
- 車線数 : 2車線
- 全体幅員 : 10.0m
- 車道幅員 : 6.0m
- 歩道幅員 : 2.5m
- 主要構造物
  - 茅野市泉野の柳川にかかる全長490mの槻木大橋
  - 諏訪郡富士見町立沢の立場川にかかる全長606mの立沢大橋

## 開通状況と予定
- お茶清水から国道152号・国道299号までは、2009年12月開通。
- 国道152号・国道299号バイパスから槻木大橋北側までは、2006年度末開通。
- 槻木大橋北側から原村までは開通済み。
- 諏訪郡原村内は開通済み。
- 諏訪郡富士見町内（立沢大橋-終点）は2006年10月に開通。

未開通区間でもほ場整備された農地内は、農業用車両向けに通行できる区間もある。

## 通過する自治体
- 長野県
  - 茅野市
  - 諏訪郡
    - 原村
    - 富士見町

## 交差している道路
- 長野県道192号茅野停車場八子ヶ峰公園線 ビーナスライン（茅野市北山）
- 国道152号・国道299号（茅野市北山）
- 国道299号芹ヶ沢バイパス（茅野市湖東）
- 長野県道191号渋ノ湯堀線（茅野市湖東）
- 長野県道188号上槻木矢ヶ崎線（茅野市泉野）
- ふるさと農道 八ヶ岳ズームライン（諏訪郡原村）
- 長野県道・山梨県道17号茅野北杜韮崎線（諏訪郡富士見町立沢）
- 長野県道190号立沢富士見停車場線（諏訪郡富士見町立沢）
- 富士見町道乙事広原線（諏訪郡富士見町乙事）